# Индермитте, Йоэль
Йоэль Индермитте (эст. Joel Indermitte; 27 декабря 1992, Таллин) — эстонский футболист, центральный защитник. Выступал за национальную сборную Эстонии.

## Биография

### Клубная карьера
Воспитанник таллинских футбольных клубов «Коткас-Юниор» и «Флора». Взрослую карьеру начал в 15-летнем возрасте в клубах, входивших в систему «Флоры» — «Валга Уорриор» и «Флоре-2» в первой лиге, также играл за клуб «Элва» во второй лиге. За основной состав «Флоры» так и не сыграл.
В высшем дивизионе Эстонии дебютировал 9 марта 2010 года в составе «Тулевика» в матче против «Нымме Калью», заменив на 80-й минуте Эдвина Стюфа. Первый гол в высшей лиге забил 20 марта 2010 года в ворота «Калева Силламяэ». В 2011—2012 годах выступал за «Вильянди». Всего в клубах из Вильянди (юридически считаются разными клубами) провёл около 100 матчей. В 2013 году играл за «Курессааре», затем — за «Пайде ЛМ».
В сезоне 2014/15 играл в четвёртом дивизионе Испании за клуб «Атарфе».
После возвращения из Испании провёл один матч за «Пайде», после чего завершил профессиональную карьеру. С 2016 года выступал в четвёртом дивизионе за «Табасалу».
Всего в высшем дивизионе Эстонии сыграл 154 матча и забил 11 голов.
Одновременно с выступлениями на любительском уровне начал тренерскую карьеру. В 2016—2017 годах тренировал дублирующий состав «Флоры», а с 2018 года входит в тренерский штаб основной команды. Имеет тренерскую лицензию «В».

### Карьера в сборной
С 17 лет выступал за юношескую, молодёжную и олимпийскую сборные Эстонии.
В национальной сборной Эстонии дебютировал во время турне команды по Южной Америке, 19 июня 2011 года в матче против Чили, выйдя на замену на 64-й минуте. Спустя четыре дня принял участие в игре против Уругвая. Эти два матча остались для него единственными в составе сборной.